# 高宮行男
高宮 行男（たかみや ゆきお、1917年1月26日 - 2009年6月30日）は、日本の実業家、予備校経営者。國學院大學院友会第10代会長。「代々木ゼミナール」の創業者として知られる。北海道出身。

## 経歴
北海道滝川市に生まれる。生家は御嶽山神社で、高宮家は出雲の神官の係累である。
1938年に國學院大學神道学部を卒業し、太平洋戦争中は札幌歩兵第二十五連隊で連隊旗手を務めた。1943年に、東京都内でキャバレー、質屋、パチンコ屋チェーンなどを経営していた増田商事の社長増田亀吉の娘と結婚する。
義父に見込まれて経営に携わり1953年に開設した予備校「不二学院」で会計を担当したが、義父と離反して学院の支配権を掌握する。1959年に学校法人高宮学園を設立し、1961年に代々木ゼミナールへ改称して理事長に就く。不二学院に隣接する1937年創立の老舗予備校「代々木学院」の生徒を吸収する意図で、予備校名は「代々木ゼミナール」とした。
ダミー会社「三鳩社」を利用した税金対策やダミー法人「学校法人東朋学園」を利用した強行開校など、強引な手法で日本全国に事業を展開。戦略は予備校後発組ながら大胆で、地方進出時には絶対に地元の一等地に校舎を作るという方針を立て相場の倍の価格を出してでも土地を購入したり、浪人生に潤いを与えたいと考えて受付にミスコン出身者を並べたりと「武勇伝」には事欠かず、時に過激すぎるとの批判も受けた。1998年に法人所得12億円の申告漏れが発覚して加算税を含めて3億5000万円の追徴金を課された際には「予備校が儲からなくなれば、さっさと転業して結婚式場でもホテルでもはじめる」と語ったように強欲な経営者として知られるが、1982年（昭和57年）母校の國學院大學創設100周年で故郷の滝川市に國學院女子短期大學が開学する際は私財を投じ、費用の多くを負担した。また、1987年（昭和62年）7月から1993年（平成5年）にかけては國學院大學院友会の第10代会長を務めている。
2009年（平成21年）6月30日に千代田区の病院で心不全により92歳で死去した。
高宮学園元副理事長、元日本入試センター社長の竹村保昭は実弟である